# Бои на Халхин-Голе

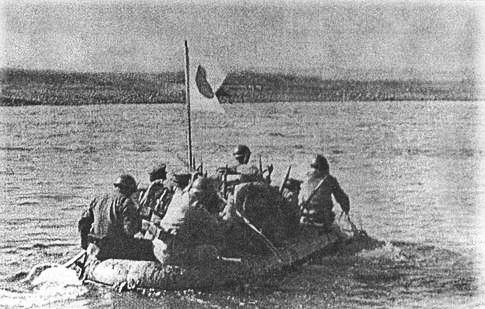
Японская пехота переправляется через р. Халхин-Гол

Бои на Халхин-Голе (монг. Халхын голын байлдаан или монг. Халхын голын дайн «Халхин-Гольская война», яп. ノモンハン事件 Номон-хан дзикэн «Номонханский инцидент», в советской публицистике и документалистике — «Маньчжурский поход Красной армии») — вооружённый конфликт между советско-монгольскими войсками и Вооружёнными силами Японии, продолжавшийся с весны по осень 1939 года у реки Халхин-Гол на территории Монголии (примерно 900 км на восток от Улан-Батора) у границы Маньчжоу-го с МНР.
Заключительное сражение произошло в конце августа и завершилось полным разгромом 23-й пехотной дивизии 6-й отдельной армии Японии.
Перемирие между СССР и Японией было заключено 15 сентября 1939 года.
В советской историографии и документах Монгольской Народной Республики эти события, как правило, называются «военным конфликтом». Часть японских историков считает, что это была настоящая локальная война, причём некоторые авторы называют её «Второй русско-японской войной» — по аналогии с войной 1904—1905 гг.
В японской историографии термин «Халхин-Гол» употребляется только для наименования реки, а сам военный конфликт называется «инцидентом у Номон-Хана», по названию ориентирного знака Номон-Хан-Бурд-Обо в этом степном районе маньчжуро-монгольской границы.

## Предыстория конфликта
К 1930-м годам в императорской Японии, бедной природными ресурсами, сложилась экономика, имеющая экспортно-импортный характер. Страна импортировала сырьё и экспортировала готовую продукцию. Для расширения эффективного производства необходимо было иметь контролируемые источники сырья и рынки сбыта. Как рынок сбыта готовой продукции использовался огромный Китай, а в качестве источников дешёвого сырья японским руководством рассматривались СССР, Юго-Восточная Азия и острова Тихого океана. В целях реализации этой политики в 1932 году завершилась оккупация Маньчжурии японскими войсками. Маньчжурия, как и другие части бывшей империи Цин за пределами исторического Китая (Тибет, Монголия, Восточный Туркестан), на тот момент не имела чёткой территориальной принадлежности. Территориальные претензии предъявлялись Китайской республикой, которая, впрочем, сама была создана в начале XX века в результате сепаратистского националистического восстания китайцев против маньчжурской империи. В отличие от квазинезависимого Тибета и признаваемой и поддерживаемой советскими властями Монголии, в Маньчжурии собственного государства так и не возникло. Поскольку китайские претензии были необоснованными (Маньчжурия ни в один из периодов истории Китая до маньчжурского завоевания не являлась его частью), этим воспользовались японцы, создав на оккупированных территориях марионеточное государство Маньчжоу-го под формальным руководством последнего императора государства Цин Пу И. Японцы планировали использовать Маньчжоу-го как плацдарм для дальнейшей агрессии против Китая, МНР и СССР. Для организации плацдарма необходимо было создать в Маньчжурии соответствующую инфраструктуру, а так как там не производилось ничего, то всю промышленную продукцию следовало завезти. Первоначально рассматривался вариант создания для этого морского порта в эстуарии реки Туманная (Туманган [кор.], Тумыньцзян [кит.]), для чего было необходимо будущий порт обезопасить от возможного уничтожения Красной армией. Сделать это Японии не удалось: летом 1938 года между советскими и японскими войсками у озера Хасан произошёл двухнедельный конфликт, закончившийся победой СССР. К 1939 году Япония завершила оккупацию Центрального Китая и немедленно приступила к строительству железной дороги от Калгана на Халун-Аршан с перспективой выхода в Маньчжурии на Ганьчжур. Цель прежняя — закрепление на захваченных территориях и организация плацдарма для нападения на СССР и МНР.
По мнению советской стороны, начало конфликту положили требования японской стороны о признании реки Халхин-Гол границей между Маньчжоу-го и МНР, хотя граница проходила на 20—25 км восточнее. Основной причиной такого требования было желание обеспечить безопасность строящейся японцами в этом районе в обход Большого Хингана железной дороги Халун-Аршан — Ганьчжур к границе СССР в районе Иркутска и озера Байкал, так как местами расстояние от дороги до границы было всего два-три километра. По словам советского историка М. В. Новикова, для обоснования своих претензий японскими картографами были сфабрикованы подложные карты с границей по Халхин-Голу и «издан специальный приказ об уничтожении ряда авторитетных справочных японских изданий, на картах которых приводилась правильная граница в районе реки Халхин-Гол». Однако публицист К. Е. Черевко указывает, что какая-то административная граница по руслу Халхин-Гола была обозначена на одной карте, изданной на основе российских топографических съёмок 1906 года и на физической карте Внешней Монголии Генерального штаба Китайской республики 1918 года.
В условиях отсутствия законодательной базы по демаркации с весны 1935 года начались провокации подразделений армии Маньчжоу-го на монголо-маньчжурской границе. Летом того же года начались переговоры между представителями Монголии и Маньчжоу-го о демаркации границы. К осени переговоры зашли в тупик.
12 марта 1936 года между СССР и МНР был подписан «Протокол о взаимопомощи». С 1937 года в соответствии с этим протоколом на территории Монголии были развёрнуты части 57-го Особого корпуса Красной армии, которым последовательно командовали комдивы И. С. Конев и Н. В. Фекленко. К маю 1939 года численность корпуса составила 5544 чел., в том числе 523 командира и 996 младших командиров. В составе ВВС на 27 мая 1939 года было 203 самолёта, в том числе 51 самолёт И-16, 48 самолётов И-15 бис, 88 самолётов СБ, 16 самолётов Р-5Ш.
В 1939 году после смены в январе японского правительства напряжённость на границе усилилась. Стал выдвигаться лозунг о расширении японской империи «вплоть до Байкала». Участились нападения японских войск на монгольских пограничников. В то же время Япония обвиняла Монголию в преднамеренном нарушении границ Маньчжурии.

## Военные действия

### Приграничные провокации
16 января 1939 года в районе высоты Номон-Хан-Бурд-Обо группа из пяти японских солдат с расстояния около 500 метров обстреляла наряд из четырёх пограничников МНР.
17 января на высоте Номон-Хан-Бурд-Обо 13 японских солдат напали на наряд из трёх пограничников МНР, захватив в плен начальника заставы и ранив при этом одного солдата. 29 и 30 января японские и баргутские кавалеристы предприняли новые попытки захвата в плен сторожевых нарядов пограничников МНР. А в феврале и марте японцы и баргуты около 30 раз нападали на пограничников МНР.

### Май
Ночью 8 мая группа японцев численностью до взвода с ручным пулемётом попыталась скрытно занять принадлежавший МНР островок посредине реки Халхин-Гол, но после короткой перестрелки с пограничниками МНР отступила, потеряв троих солдат убитыми и одного пленного (Такадзаки Итиро из разведотряда 23-й пехотной дивизии).
11 мая отряд японской кавалерии (до 300 человек с несколькими пулемётами) продвинулся на 15 км вглубь территории МНР и атаковал монгольскую пограничную заставу на высоте Номон-Хан-Бурд-Обо. С подходом к границе монгольского подкрепления японцы были оттеснены на исходный рубеж. Это событие условно считается началом полномасштабного вооружённого конфликта.
14 мая разведотряд 23-й японской пехотной дивизии (300 всадников при поддержке звена из пяти лёгких пикирующих бомбардировщиков) атаковал 7-ю пограничную заставу МНР и занял высоту Дунгур-Обо. 15 мая к занятой высоте японцами были переброшены до 30 грузовиков с двумя ротами пехоты, семь бронемашин и один танк.
Утром 17 мая командир 57-го особого стрелкового корпуса комдив Н. В. Фекленко направил к Халхин-Голу группу советских войск в составе трёх мотострелковых рот, сапёрной роты и артиллерийской батареи РККА. Одновременно туда же был направлен дивизион бронемашин МНР. 22 мая советские войска перешли Халхин-Гол и отбросили японцев к границе.
В период с 22 по 28 мая в районе конфликта сосредотачиваются значительные силы. В составе советско-монгольских войск было 668 штыков, 260 сабель, 58 пулемётов, 20 орудий и 39 бронемашин. Японские силы под командованием полковника Ямагата составляли 1680 штыков, 900 сабель, 75 пулемётов, 18 орудий, 6—8 бронемашин и один танк.
28 мая японские войска, обладая численным превосходством, перешли в наступление, намереваясь окружить противника и отрезать его от переправы на западный берег Халхин-Гола. Советско-монгольские войска отступили, но план их окружения сорвался во многом благодаря действиям батареи под командованием старшего лейтенанта Ю. Б. Вахтина.
На следующий день советско-монгольские войска провели контрнаступление, оттеснив японцев на исходные позиции.
Хотя на земле в июне не произошло ни одного столкновения, в небе с 22 мая развернулась воздушная война. Первые столкновения показали преимущество японских авиаторов. Так, за два дня боёв советский истребительный полк потерял 15 истребителей, в то время как японская сторона — всего одну машину (полной неожиданностью стало превосходство новейших японских истребителей Ki-27, которые советские лётчики вначале принимали за некие устаревшие модели).
Советское командование приняло радикальные меры. 29 мая из Москвы в район боевых действий вылетела группа из 42 лётчиков-асов во главе с заместителем начальника ВВС РККА Я. В. Смушкевичем. 17 лётчиков были Героями Советского Союза, многие имели боевой опыт войны в Испании и Китае. Они приступили к обучению пилотов, реорганизовали и укрепили систему воздушного наблюдения, оповещения и связи.

### Июнь

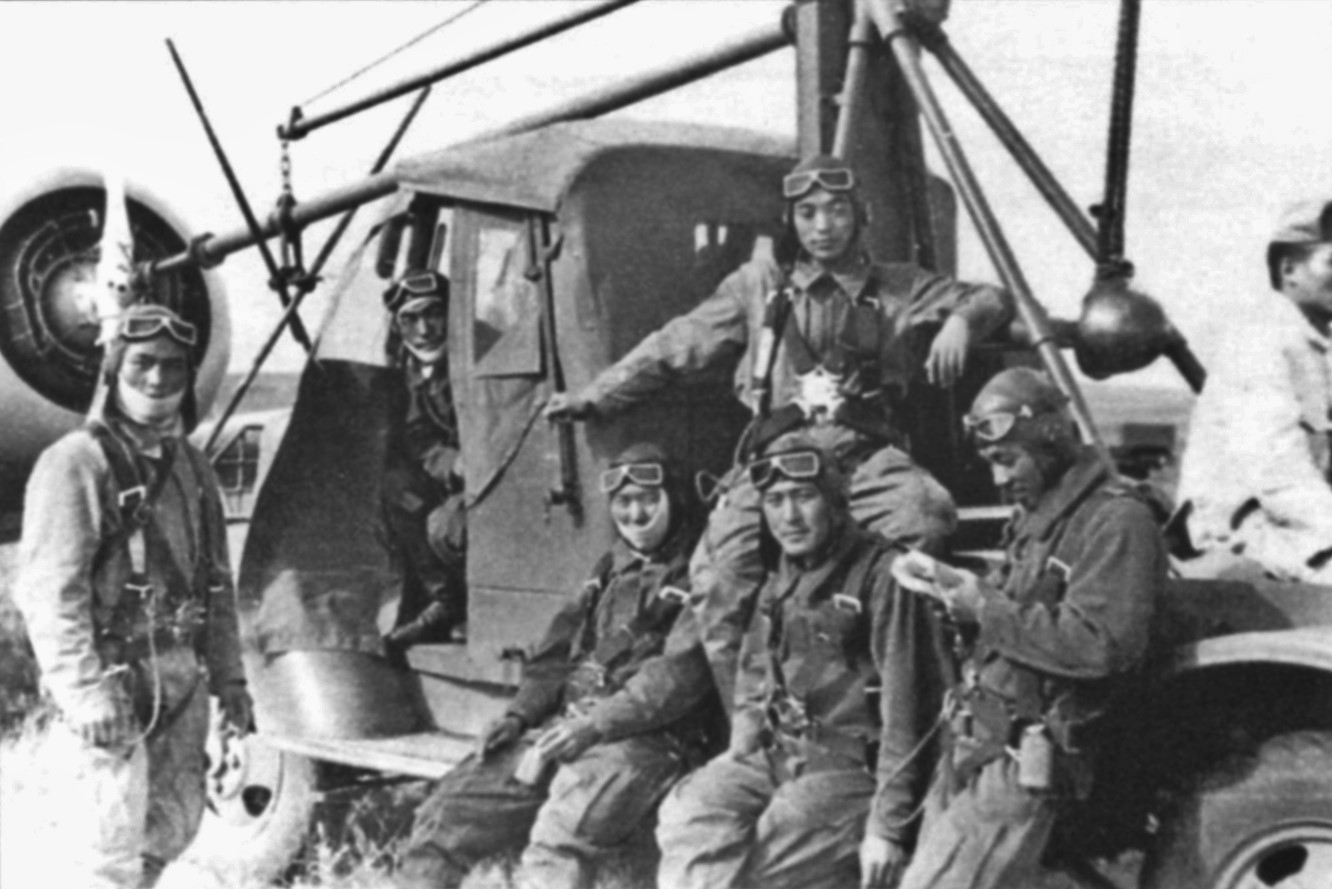
Японские лётчики между боями

Для укрепления противовоздушной обороны в Забайкальский военный округ были направлены два дивизиона 191-го зенитно-артиллерийского полка.

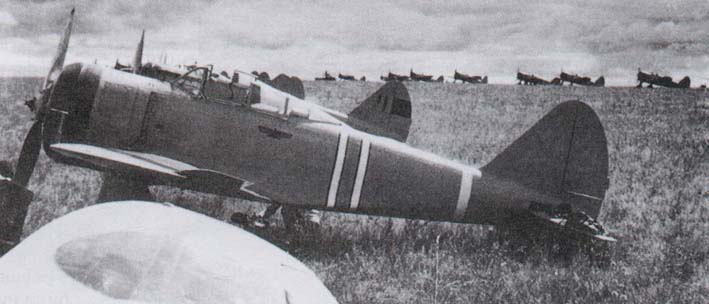
Японский истребитель Ki 27

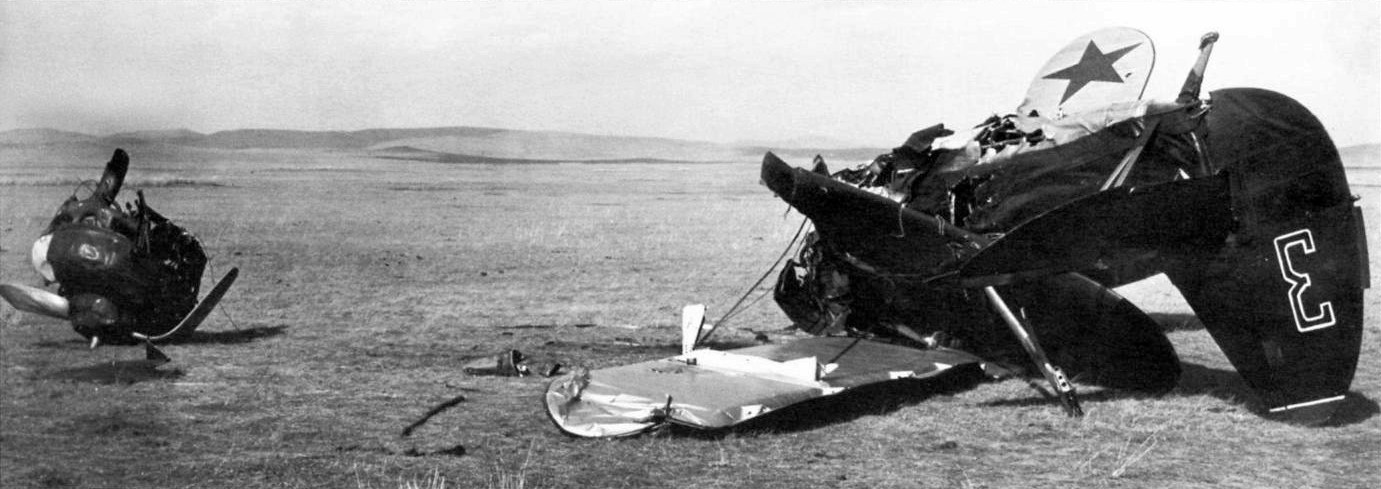
Сбитый советский истребитель И-15 бис

В начале июня Фекленко был отозван в Москву, а на его место по предложению начальника оперативного отделения Генерального штаба М. В. Захарова был назначен Г. К. Жуков. Начальником штаба корпуса стал прибывший вместе с Жуковым комбриг М. А. Богданов. Вскоре после прибытия в июне в район военного конфликта начальником штаба советского командования был предложен новый план боевых действий: ведение активной обороны на плацдарме за Халхин-Голом и подготовка сильного контрудара по противостоящей группировке японской Квантунской армии. Наркомат обороны и Генеральный штаб РККА согласился с выдвинутыми предложениями Богданова. К району боевых действий стали стягиваться необходимые силы: войска подвозились по Транссибирской железнодорожной магистрали к Улан-Удэ, а далее, по территории Монголии, они следовали походным порядком на 1300—1400 км. Помощником Жукова по командованию монгольской кавалерией стал корпусной комиссар Жамьянгийн Лхагвасурэн.
Для координации действий советских войск на Дальнем Востоке и частей Монгольской народно-революционной армии из Читы в район реки Халхин-Гол прибыл командующий 1-й Отдельной Краснознамённой армией командарм 2-го ранга Г. М. Штерн.

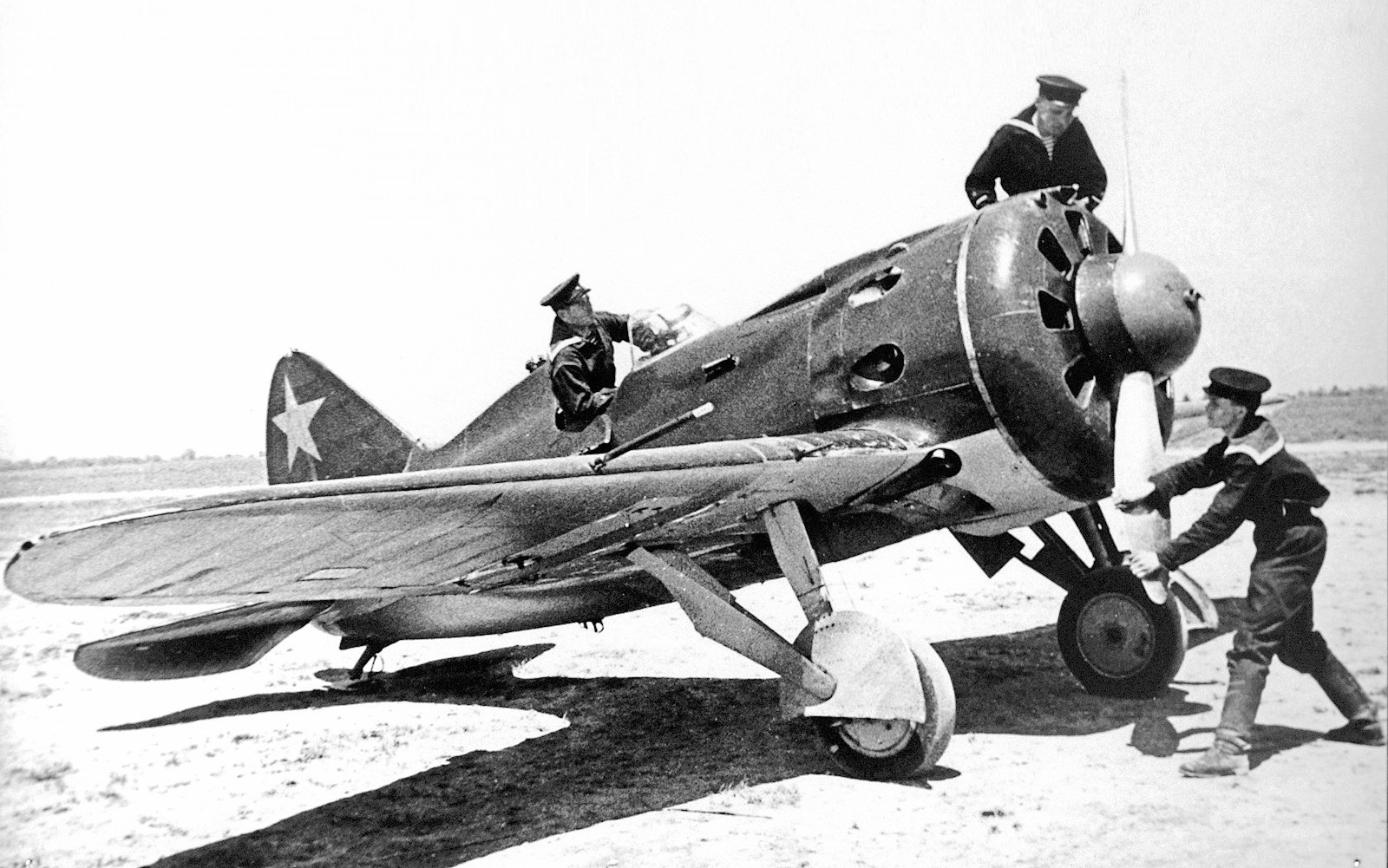
И-16 тип 10

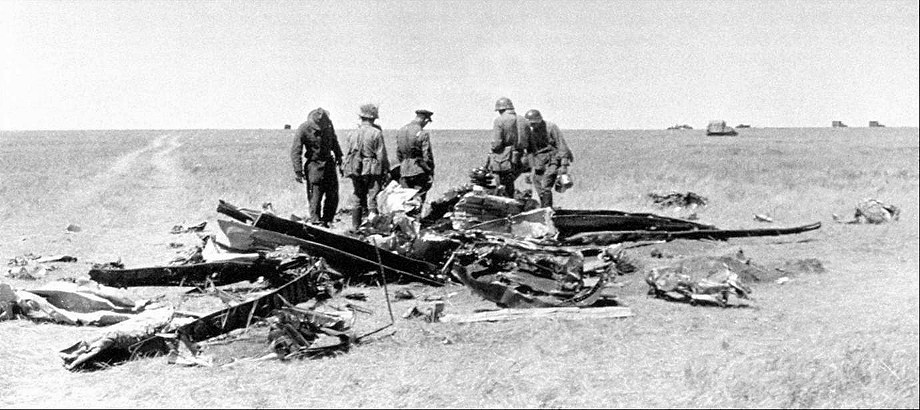
Сбитый японский самолёт

Воздушные бои возобновились с новой силой с 20 июня. В сражениях 22, 24 и 26 июня японцы потеряли более 50 самолётов. Так, в бою над озером Буир-Нур с участием 105 советских и 120 японских самолётов потери составили 10 советских и 17 японских истребителей.
Ранним утром 27 июня японской авиации (104 самолёта) удалось нанести внезапный удар по советским аэродромам, уничтожив при этом 22 машины, погибли 11 и ранены 20 лётчиков (японцы потеряли три бомбардировщика и три истребителя). Это были крупнейшие потери советской авиации в одном бою, но этот же бой стал и последним крупным успехом японцев в воздухе.
Весь июнь советская сторона занималась обустройством обороны на восточном берегу Халхин-Гола и планированием решающего контрнаступления. Для обеспечения господства в воздухе сюда были переброшены новые советские модернизированные истребители И-16 и «Чайка», которыми впервые в мире были применены боевые неуправляемые ракеты «воздух-воздух», позднее использованные для создания систем залпового огня. Так, в результате боя 22 июня, который получил широкую известность в Японии (в этом бою сбит и взят в плен известный японский лётчик-ас Такэо Фукуда, прославившийся во время войны в Китае; по другим данным, это произошло 29 июля, по третьей версии, лётчик-ас Такэо является мифом), было обеспечено превосходство советской авиации над японской и удалось получить господство в воздухе. В воздушных боях с 22 по 28 июня японская авиация потеряла от 13 до 90 самолётов; потери с советской стороны оказались гораздо меньшими — от 38 до 49 машин.
26 июня было сделано первое официальное заявление советского правительства по поводу событий на Халхин-Голе. По советскому радио прозвучали слова «ТАСС уполномочен заявить…». Новости с берегов Халхин-Гола появились на страницах советских газет.

### Июль
К концу июня штабом Квантунской армии был разработан план новой пограничной операции под наименованием «Второй период номонханского инцидента». В общих чертах он был идентичен майской операции японских войск, но на этот раз помимо задачи окружения и уничтожения советских войск на восточном берегу реки Халхин-Гол перед японскими войсками ставилась задача: форсировать реку Халхин-Гол и прорвать оборону Красной армии на оперативном участке фронта. Реализацией этого плана стало Баин-Цаганское сражение.

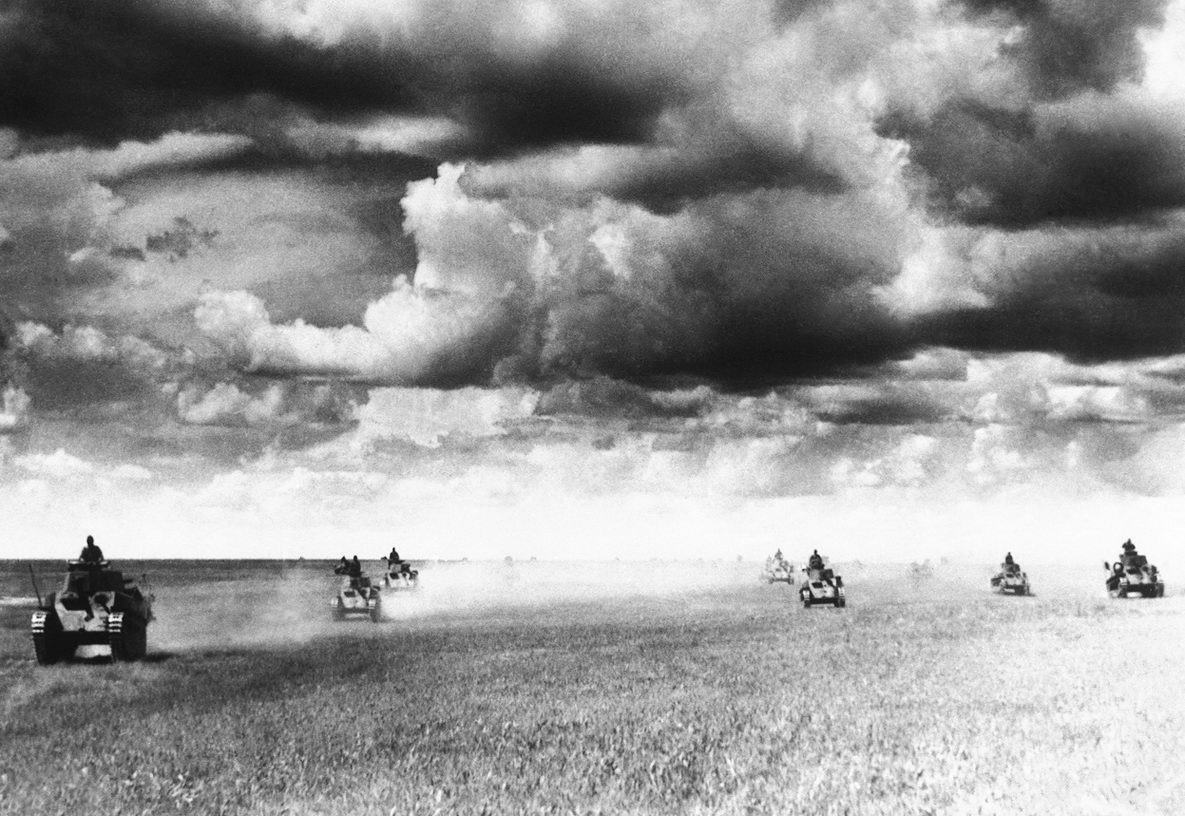
Танковая атака японцев перед рекой Халхин-Гол. Июль 1939

2 июля японская сковывающая группировка на восточном берегу перешла в наступление. В ночь со 2 на 3 июля ударная группа — войска генерал-майора Кобаяси форсировала реку Халхин-Гол и после ожесточённого боя захватила на её западном берегу гору Баин-Цаган, находящуюся в 40 километрах от маньчжурской границы. Сразу же после этого японцы сосредоточили здесь свои главные силы и стали чрезвычайно быстро строить фортификационные сооружения и возводить эшелонированную оборону — в дальнейшем планировалось, опираясь на господствовавшую над местностью гору Баин-Цаган, ударить в тыл оборонявшихся на восточном берегу реки Халхин-Гол советских войск, отрезать и в дальнейшем уничтожить их.
На восточном берегу Халхин-Гола также начались ожесточённые бои. Японцы, наступая силами двух пехотных и двух танковых полков (130 танков) против полутора тысяч красноармейцев и двух монгольских кавалерийских дивизий численностью в 3,5 тысячи конников, первоначально добились успеха. Из сложного положения обороняющиеся советские войска выручил заранее созданный Жуковым подвижный резерв, который был оперативно введён в действие: Жуков, не дожидаясь подхода пехотного прикрытия, бросил в бой прямо с марша находившуюся в резерве 11-ю танковую бригаду комбрига М. П. Яковлева (до 150 танков Т-37А, БТ-5, БТ-7 и ОТ-26) и 8-й монгольский бронедивизион, оснащённый бронеавтомобилями БА-6 с 45-мм пушками. Вскоре их поддержала 7-я мотоброневая бригада (154 бронемашины БА-6, БА-10, ФАИ). Жуков в этой ситуации, нарушая требования боевого устава РККА, действовал на свой страх и риск и вопреки мнению командарма Штерна. Впоследствии Штерн признал, что в той ситуации принятое решение оказалось единственно возможным. Однако этот поступок Жукова имел и другие последствия. По линии особого отдела корпуса в Москву было передано донесение, которое легло на стол И. В. Сталину, о том, что комдив Жуков «преднамеренно» бросил в бой танковую бригаду без разведки и пехотного сопровождения. Из Москвы была выслана следственная комиссия во главе с заместителем наркома обороны, командармом 1-го ранга Г. И. Куликом. Однако после конфликтов командующего 1-й армейской группы Жукова с Куликом, который стал вмешиваться в оперативное управление войсками, нарком обороны СССР К. Е. Ворошилов в телеграмме от 15 июля объявил Кулику выговор и отозвал в Москву. После этого на Халхин-Гол был из Москвы прислан начальник Главного политического управления РККА комиссар 1-го ранга Л. Мехлис с поручением от Л. П. Берии «проверить» Жукова.
Вокруг горы Баин-Цаган развернулись ожесточённые бои. С обеих сторон в них участвовало до 400 танков и бронемашин, более 800 артиллерийских орудий и сотни самолётов. Советские артиллеристы вели огонь по противнику прямой наводкой, а в небе над горой в отдельные моменты находилось до 300 самолётов с обеих сторон. Особенно отличились в этих боях 149-й стрелковый полк майора И. М. Ремизова и 24-й мотострелковый полк И. И. Федюнинского.
На восточном берегу Халхин-Гола к ночи 3 июля советские войска из-за численного превосходства противника отошли к реке, сократив размер своего восточного плацдарма на её берегу, однако ударная группировка японцев под командованием генерал-лейтенанта Масаоми Ясуоки не выполнила поставленную перед ней задачу (см. выше — опираясь на господствовавшую над местностью гору Баин-Цаган, ударить в тыл оборонявшихся на восточном берегу реки Халхин-Гол советских войск, отрезать и в дальнейшем уничтожить их).
Группировка японских войск на горе Баин-Цаган оказалась в полуокружении. К вечеру 4 июля японские войска удерживали только вершину Баин-Цагана — узкую полоску местности в пять километров длиной и два километра шириной. 5 июля японские войска начали отступление в сторону реки. Для того, чтобы заставить своих солдат драться до последнего, по приказу японского командования был взорван единственный понтонный мост через Халхин-Гол, имевшийся в их распоряжении.
В конце концов, к утру 5 июля японские войска у горы Баин-Цаган начали повальное отступление с занимаемых позиций. По оценке некоторых российских историков на склонах горы Баин-Цаган погибло более 10 тысяч японских солдат и офицеров, хотя по оценкам самих японцев их общие потери за весь период боевых действий составили 8632 чел. убитыми. Японской стороной были потеряны почти все танки и бо́льшая часть артиллерии.
Эти события стали известны как «Баин-Цаганское побоище».
После этих боёв, как позже отметил Жуков в своих мемуарах, японские войска «больше не рискнули переправляться на западный берег реки Халхин-Гол». Все дальнейшие события происходили на восточном берегу реки.
Однако японские войска продолжали оставаться на территории Монголии, и военное руководство Японии планировало новые наступательные операции. Таким образом, очаг конфликта в районе Халхин-Гола сохранялся. Обстановка диктовала необходимость восстановить государственную границу Монголии и кардинально разрешить этот пограничный конфликт. Поэтому Жуков стал планировать наступательную операцию для полного разгрома всей японской группировки, находившейся на территории Монголии.

### Июль-август
В соответствии с постановлением Главного Военного совета РККА для руководства войсками приказом Наркома обороны СССР от 5 июля 1939 года была создана Фронтовая группа (командующий командарм 2-го ранга Г. М. Штерн), в которую вошли 1-я Краснознамённая армия, 2-я Краснознамённая армия, Забайкальский военный округ и 57-й особый корпус.
Вскоре, 19 июля, управление 57-го особого корпуса было преобразовано в управление 1-й армейской группы под командованием комдива Г. К. Жукова. Также был учреждён Военный совет 1-й армейской группы в составе: командующий армейской группой Жуков Г. К., начальник штаба комбриг М. А. Богданов, командующий авиацией комкор Я. В. Смушкевич, член Военного совета дивизионный комиссар М. С. Никишев.
К месту конфликта срочно перебрасывались новые войска, в том числе 82-я стрелковая дивизия. Из Московского военного округа была переброшена 37-я танковая бригада, имевшая на вооружении танки БТ-7 и БТ-5; на территории Забайкальского военного округа была проведена частичная мобилизация и сформированы 114-я и 93-я стрелковые дивизии.
8 июля японская сторона вновь начала активные боевые действия. Ночью японские войска повели наступление крупными силами на восточном берегу Халхин-Гола против позиции 149-го стрелкового полка и батальона стрелково-пулемётной бригады, которые были совершенно не готовы к этой атаке. В результате этого 149-й полк вынужденно отошёл к реке, сохраняя плацдарм всего в 3—4 километра. При этом были брошены одна артиллерийская батарея, взвод противотанковых орудий и несколько пулемётов.

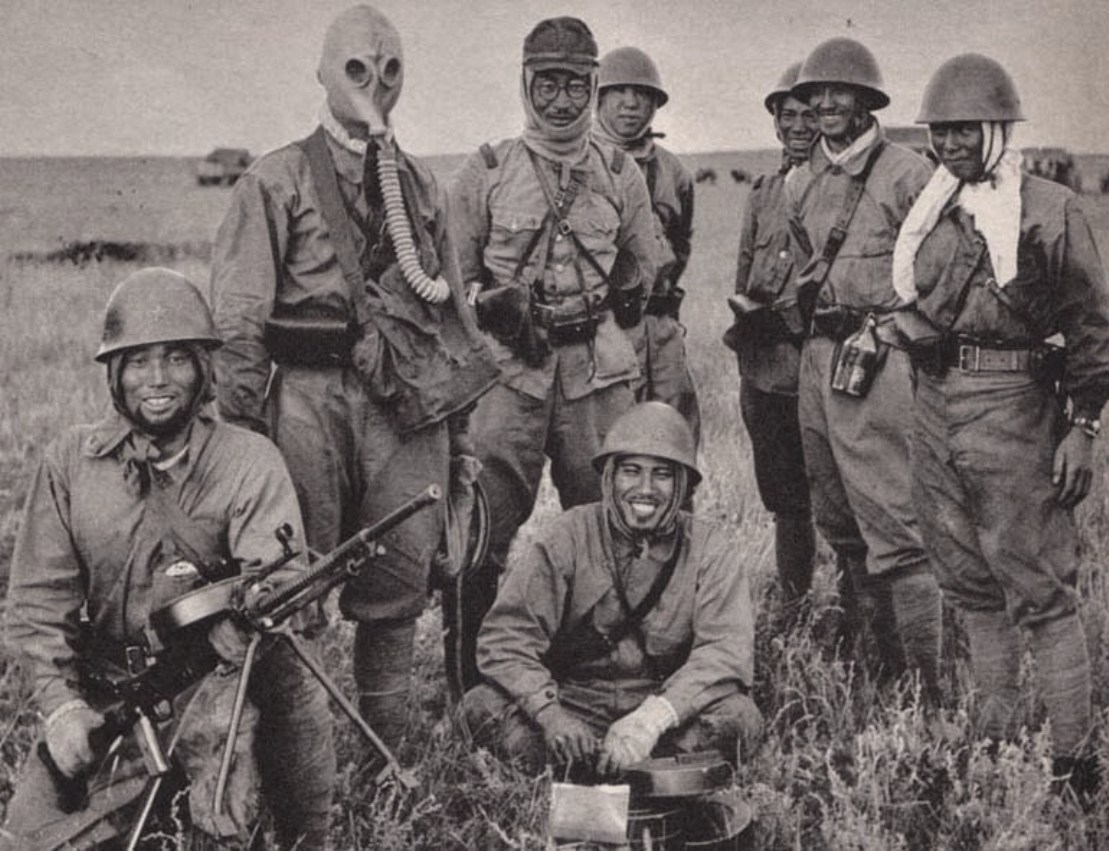
Японские солдаты на Халхин-Голе с трофейным пулемётом ДТ.

В такого рода внезапных ночных атаках японцы захватили высоту, но после контратаки советских танков и пехоты, которую возглавил командир 11-й танковой бригады комбриг М. П. Яковлев, были выбиты с высоты и отброшены на исходные позиции. Линия обороны на восточном берегу Халхин-Гола была полностью восстановлена.

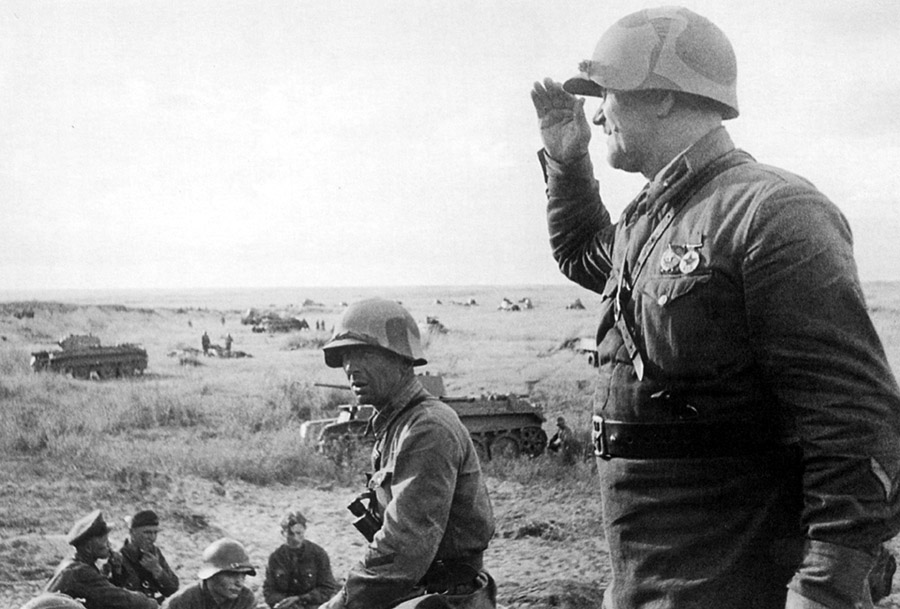
Части РККА перед наступлением

С 13 по 22 июля в боевых действиях наступило затишье, которое обе стороны использовали для наращивания своих сил. Советская сторона энергично укрепляла плацдарм на восточном берегу реки, который был необходим для проведения планируемой начштабом Богдановым наступательной операции против японской группировки. На этот плацдарм были переброшены 24-й мотострелковый полк И. И. Федюнинского и 5-я стрелково-пулемётная бригада.
21 июля 157 советских истребителей провели воздушное сражение с 40 японскими, несмотря на большое превосходство удалось сбить только 4-6 японских самолётов ценой потери 3—5 советских. При разборе боя Смушкевич охарактеризовал его как неудачный вследствие плохого взаимодействия поднятых в воздух авиаполков.
23 июля японцы после артиллерийской подготовки начали наступление на правобережный плацдарм советско-монгольских войск. Однако после двухдневных боёв, понеся значительные потери, японцы вынуждены были отойти на исходные позиции. В это же время происходили интенсивные воздушные бои. С 21 по 26 июля японская сторона потеряла 67 самолётов, советская — только 20. В целом за июль было сбито 41 советских и 79 японских самолётов.
Значительные усилия легли на плечи пограничников. Для прикрытия границы Монголии и охраны переправ через Халхин-Гол из Забайкальского военного округа был переброшен сводный батальон советских пограничников под командованием начальника штаба Кяхтинского пограничного отряда майора А. Булыги. Только за вторую половину июля пограничники задержали 160 подозрительных лиц, среди которых были выявлены десятки японских разведчиков.
Во время разработки наступательной операции против японских войск выдвигались предложения как в штабе 1-й армейской группы, так и в Генеральном штабе РККА о переносе боевых действий с территории Монголии на маньчжурскую территорию, однако эти предложения были категорически отвергнуты политическим руководством страны. Маршал Советского Союза М. В. Захаров позднее вспоминал одно из сталинских высказываний по этому поводу:
Вы хотите развязать большую войну в Монголии. Противник в ответ на ваши обходы бросит дополнительные силы. Очаг борьбы неминуемо расширится и примет затяжной характер, а мы будем втянуты в продолжительную войну.

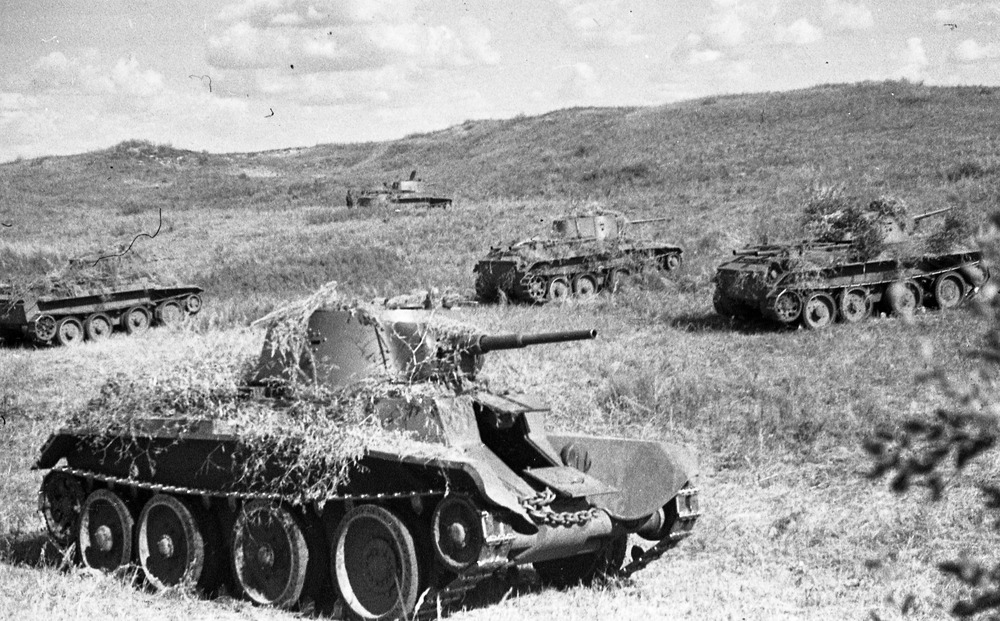
Советские танки, замаскированные под снопами

В результате проведённой обеими сторонами конфликта подготовке, к началу советского контрнаступления 1-я армейская группа имела в своём составе около 57 тысяч человек, 542 орудия и миномёта, 498 танков, 385 бронемашин и 515 боевых самолётов, противостоящая ей японская группировка — специально сформированная императорским декретом японская 6-я отдельная армия под командованием генерала Рюхэя Огису имела в своём составе 7-ю и 23-ю пехотные дивизии, отдельную пехотную бригаду, семь артиллерийских полков, два танковых полка маньчжурской бригады, три полка баргутской кавалерии, два инженерных полка и другие части, что в общей сложности составляло более 75 тысяч человек, 500 артиллерийских орудий, 182 танка, 700 самолётов. Сильной стороной японской группировки было наличие у большинства офицеров и солдат боевого опыта войны в Китае.
Генерал Огису и его штаб также планировали наступление, которое было назначено на 24 августа. При этом, с учётом печального для японцев опыта боёв на горе Баин-Цаган, в этот раз охватывающий удар планировался на правом фланге советской группировки. Форсирование реки не планировалось.
Во время подготовки советским командованием наступательной операции советских и монгольских войск был тщательно разработан и неукоснительно соблюдался план оперативно-тактического обмана противника. Все передвижения войск в прифронтовой полосе производились только в тёмное время суток, категорически запрещалось вводить войска в исходные для наступления районы, рекогносцировки на местности командным составом проводились только на грузовых автомашинах и в форме красноармейцев. Для введения противника в заблуждение в ранний период подготовки к наступлению советская сторона по ночам с помощью звуковых установок имитировала шум движения танков и бронемашин, самолётов и инженерных работ. Вскоре японцам надоело реагировать на источники шумов, поэтому во время реальной перегруппировки советских войск их противодействие было минимальным. Во время подготовки к наступлению советская сторона вела активную радиоэлектронную борьбу с противником. Зная, что японцы ведут активную радиоразведку и прослушивают телефонные переговоры, для дезинформации противника советской стороной была разработана программа ложных радио- и телефонных сообщений. Переговоры велись только о строительстве оборонительных сооружений и подготовке к осенне-зимней кампании. Радиообмен в этих случаях строился на легко дешифруемом коде.
Несмотря на общее превосходство в силах японской стороны, к началу наступления Штерну удалось достичь почти трёхкратного превосходства в танках и почти двукратного (в 1,7 раза) — в самолётах. Для проведения наступательной операции были созданы двухнедельные запасы боеприпасов, продовольствия и горюче-смазочных материалов. Для перевозки грузов на расстояние в 1300—1400 километров было задействовано более 4 тысяч грузовиков и 375 автоцистерн. Один автомобильный рейс с грузом и обратно длился пять дней.
В ходе наступательной операции советское командование, используя манёвренные механизированные и танковые части, планировало неожиданными сильными фланговыми ударами окружить и уничтожить противника в районе между государственной границей МНР и рекой Халхин-Гол. На Халхин-Голе впервые в мировой военной практике танковые и механизированные части использовались для решения оперативных задач как основная ударная сила фланговых группировок, совершавших манёвр на окружение.
Наступающие войска были разделены на три группы — Южную, Северную и Центральную. Главный удар наносился Южной группой под командованием полковника М. И. Потапова, вспомогательный удар — Северной группой, командующий полковник И. П. Алексеенко. Центральная группа под командованием комбрига Д. Е. Петрова должна была сковать силы противника в центре, на линии фронта, тем самым лишив их возможности манёвра. В резерве, сосредоточенном в центре, находились 212-я авиадесантная, 9-я мотоброневая бригады и танковый батальон. В операции также участвовали монгольские войска — 6-я и 8-я кавалерийские дивизии, а также автотранспортный дивизион под общим командованием маршала X. Чойбалсана.
Наступление советско-монгольских войск началось 20 августа, упреждая наступление японских войск, назначенное на 24 августа.

### Соотношение сил сторон перед началом наступления
Перед началом наступления, по состоянию на 20 августа 1939 года:
- общая численность советских и монгольских войск составляла 35 пехотных батальонов (по 463 человека в каждом), 20 кавалерийских эскадронов, 216 полевых и 286 противотанковых орудий, 40 миномётов, 2255 станковых и ручных пулемётов, 498 танков, 346 бронемашин, 581 самолёт[39];
- общая численность японских войск составляла 25 пехотных батальонов (по 931 человек в каждом), 17 кавалерийских эскадронов, 135 полевых и 142 противотанковых орудий, 60 миномётов и бомбомётов, 1238 станковых и ручных пулемётов, 120 танков и бронемашин, 450 самолётов[39]

### Август

Схема боевых действий советско-монгольских войск в августе 1939 года на реке Халкин-Гол

20 августа наступление началось в 6:15 с авиационного налёта на позиции противника; в воздух были подняты 153 бомбардировщика при поддержке 100 истребителей. Затем началась мощная артиллерийская подготовка из 200 орудий. Далее был произведён ещё один налёт в составе 45 бомбардировщиков.
В 9 часов началось наступление сухопутных войск. В первый день наступления атакующие войска действовали в полном соответствии с планами, за исключением заминки, случившейся при переправе танков 6-й танковой бригады через Халхин-Гол, когда не выдержал тяжести танков наведённый сапёрами понтонный мост.
Наступление советско-монгольских войск оказалось полной неожиданностью для командования 6-й японской армии, которое в первый день наступления не смогло определить направление главного удара наступающих войск и не предприняло попытки оказать поддержки своим войскам, оборонявшимся на флангах.
При этом, наиболее упорное сопротивление противник оказывал на центральном участке фронта, где у японцев имелись хорошо оборудованные инженерные укрепления; здесь наступавшим удалось за день продвинуться всего на 500—1000 метров.
Уже 21 и 22 августа японские войска, придя в себя, повели упорные оборонительные бои, поэтому советскому командованию пришлось ввести в сражение резервную 9-ю мотоброневую бригаду.

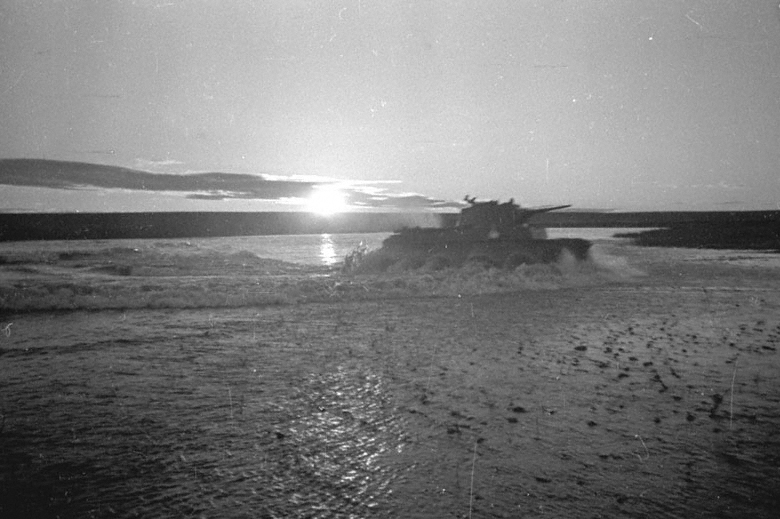
Форсирование советскими танками р. Халхин-Гол

Активно действовала в это время и советская авиация. 21 августа был отражён массированный налёт японцев (41 бомбардировщик и 88 истребителей) на советские аэродромы, на перехват поднято в воздух 184 советских истребителя, потери составили 13 японских и 5 советских самолётов. С свою очередь, только за 24 и 25 августа бомбардировщики СБ совершили 218 боевых групповых вылетов и сбросили на противника около 96 тонн бомб. Истребителями за эти два дня в воздушных боях было сбито около 70 японских самолётов.
К исходу 26 августа бронетанковые и механизированные войска Южной и Северной групп советско-монгольских войск соединились и завершили полное окружение 6-й японской армии. После этого началось её дробление отсекающими ударами и уничтожение по частям.

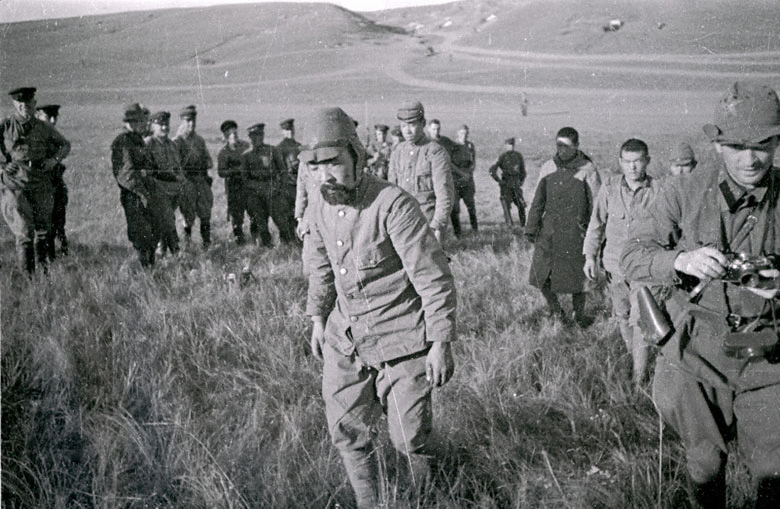
Пленные японские солдаты

В целом японские солдаты, в основном пехотинцы, как отмечал позднее Жуков в своих мемуарах, дрались крайне ожесточённо и исключительно упорно, до последнего человека. Часто японские блиндажи и дзоты захватывались только тогда, когда там уже не было ни одного живого японского солдата. В результате упорного сопротивления японцев 23 августа на Центральном участке фронта советскому командованию пришлось даже ввести в бой свой последний резерв: 212-ю авиадесантную бригаду и две роты пограничников, что представляло собой немалый риск, так как ближайший резерв командующего — монгольская бронетанковая бригада — находилась в Тамцак-Булаке, в 120 километрах от фронта.
Неоднократные попытки японского командования провести контратаки и деблокировать окружённую в районе Халхин-Гола группировку закончились неудачей.
24 августа полки 14-й пехотной бригады Квантунской армии, подошедшие из Хайлара к монгольской границе, вступили в бой с 80-м стрелковым полком, прикрывавшим границу. Однако ни в этот день, ни на следующий японские полки пробиться к окружённой группировке не смогли и отошли на территорию Маньчжоу-Го.
После боёв 24—26 августа командование Квантунской армии до самого конца операции на Халхин-Голе не пыталось больше деблокировать свои окружённые войска, смирившись с неизбежностью их гибели.

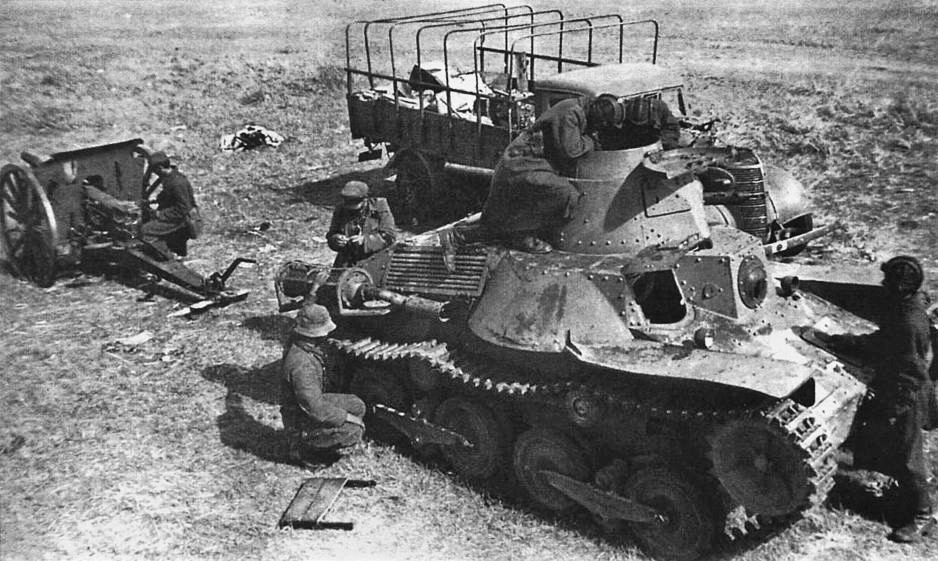
Трофейный японский танк Ха-Го

Красная армия в качестве трофеев захватила 30 тяжёлых и 145 полевых орудий, 42 тыс. снарядов, 18 миномётов, 115 станковых и 225 ручных пулемётов, 12 тысяч винтовок и около 2 млн патронов, 100 автомашин, много другого военного имущества.
Последние бои ещё продолжались 29 и 30 августа на участке, севернее реки Хайластын-Гол. К утру 31 августа территория Монгольской Народной Республики была полностью очищена от японских войск. Однако это ещё не было полным окончанием боевых действий.
Утром 4 сентября два батальона японской пехоты попытались занять высоту Эрис-Улын-Обо, но были отброшены за линию государственной границы, потеряв убитыми до 350 солдат и офицеров.
Ночью 8 сентября в этом же районе японские войска предприняли новую попытку проникновения на территорию Монголии силами до четырёх пехотных рот, однако вновь были отбиты, понеся при этом большие потери. В этих атаках противник потерял до 500 военнослужащих убитыми, были захвачены 18 пулемётов и более 150 винтовок.

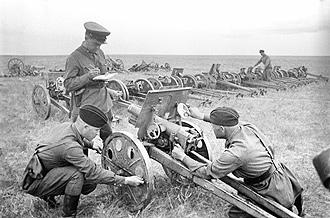
Советские артиллеристы изучают трофейную 70-мм батальонную гаубицу Тип 92. Халхин-Гол, сентябрь 1939 года.

После 8 сентября японское командование не предпринимало действий наземными войсками, однако воздушные бои продолжались. В первой половине сентября в небе над территорией МНР состоялись семь воздушных боёв. Крупнейший бой, в котором участвовало 120 японских самолётов против 207 советских, состоялся 15 сентября в день подписания перемирия.
16 сентября боевые действия на границе были прекращены.
Данные о потерях авиации сторон также значительно разнятся. Так, по информации от журналиста Би-би-си А. Кречетникова, за время конфликта СССР потерял 207 самолётов, Япония — 162. По информации от военного историка В. Кондратьева, СССР потерял 249 самолётов, Япония — 88 сбитыми в боях и 74 списанными из-за повреждений после возвращения на аэродром. По публикациям в отечественной прессе, японцы потеряли 646 самолётов (588 сбито истребительной авиацией, 33 — зенитной артиллерией, 58 — уничтожено на земле при штурмовках японских аэродромов); советские потери составили 258 самолётов (из них боевые потери 209 самолётов).
В ходе боевых действий у реки Халхин-Гол советские войска активно использовали артиллерию: по неполным данным (результаты обстрела ряда объектов на сопредельной территории установлены не были), артиллерийским огнём были уничтожены 133 артиллерийских орудия (шесть 105-мм орудий, пятьдесят пять 75-мм орудий, 69 малокалиберных и три зенитных орудия), 49 миномётов, 117 пулемётов, подавлено 47 артиллерийских, 21 миномётная и 30 пулемётных батарей, подбито 40 танков и 29 бронемашин, разрушены 21 наблюдательный пункт, 55 блиндажей, два склада горючего и два склада с боеприпасами.
Через своего посла в Москве Сигэнори Того японское правительство обратилось к правительству СССР с просьбой о прекращении военных действий на монгольско-маньчжурской границе. 15 сентября 1939 года было подписано соглашение между Советским Союзом, МНР и Японией о прекращении военных действий в районе реки Халхин-Гол, которое вступило в силу на следующий день.
Однако де-юре конфликт закончился лишь в мае 1942 года, после подписания окончательного соглашения об урегулировании. Причём это было компромиссное, во многом в пользу японцев, урегулирование — на основе старой карты. Для Красной армии, которая вела тяжелые бои на советско-германском фронте, тогда сложилась достаточно сложная ситуация. Это соглашение просуществовало до капитуляции Японии во Второй мировой войне в 1945 году.

## Авиация в боях на Халхин-Голе
Развернувшиеся на Халхин-Голе воздушные битвы с участием 200—300 самолётов, являлись беспрецедентными в истории авиации. С советско-монгольской стороны в боевых действиях участвовали в общем счёте свыше 900 самолётов, с японской более 400. При этом действовали они на участке фронта не превышающем 60-70 км, то есть на каждый километр фронта приходилось по 10—12 самолётов. С 22 мая по 15 сентября 1939 года советская авиация выполнила 20524 самолёто-вылетов.
Начало боевых действий в воздухе показало, что уровень лётного мастерства у большинства японских пилотов был выше, чем у советских лётчиков. Кроме того, японцы обладали высокими морально-волевыми качествами, что признавали и их советские противники. Японские пилоты демонстрировали не только высокое лётное мастерство, но и отличную стрелковую подготовку. Японские лётчики вели прицельный огонь при любых положениях самолёта в воздухе, в том числе и в перевёрнутом положении. В советских лётных училищах возможность таких «трюков» даже не рассматривалась.
Тем не менее в ходе конфликта советская авиация постепенно завоевала господство в воздухе.
Парк самолётов советской авиагруппировки в Монголии состоял из поликарповских истребителей И-15 бис и И-16, многоцелевых бипланов Р-5 в вариантах штурмовика и бомбардировщика, и скоростных бомбардировщиков Туполева СБ. И-15 не сыграли в войне никакой роли, они были устаревшими, сильно изношенными и летом все были списаны. Истребитель-биплан И-15 бис проигрывал японским истребителям по всем параметрам, кроме вооружения, а низкая скорость не позволяла даже догнать бомбардировщик.
Новые истребители И-16 с появились на Халхин-Голе с прибытием 22-го истребительного авиационного полка. До конца июля И-15 бис и И-16 составляли основу советской истребительной авиации на Халхин-Голе. Главным оппонентом советской авиации был японский истребитель «Накадзима» Ки-27. В отличие от советских цельнодеревянных истребителей, он имел цельноалюминиевую конструкцию и закрытый фонарь кабины.
Все японские самолёты были оснащены радиостанциями. В советских самолётах рации стояли только на бомбардировщиках. В советской истребительной авиации команды отдавались визуальными сигналами — покачиванием крыльями и жестикуляцией, следовательно в воздушном бою управление группой было затруднено. Наведение истребителей с земли осуществлялось путем выкладывания белых полотнищ ткани в форме стрел, острием направленных в ту сторону, где был замечен противник.
Основной ударной силой советских ВВС на Халхин-Голе был скоростной туполевский бомбардировщик СБ. Эти самолёты хорошо себя проявили в Испании, однако бои на Халхин-Голе показали, что эти самолёты устарели по всем параметрам. Они не могли за счет скорости отрываться от истребителей, а слабое оборонительное вооружение являлось плохой защитой в бою. Японские истребители Ки-27 легко перехватывали группы бомбардировщиков СБ, идущие без прикрытия. В дальнейшем пришлось повышать рабочий потолок бомбардировщиков или сопровождать их многочисленным истребительным эскортом.
Японцы использовали в боях на Халхин-Голе несколько типов ударных самолётов. Наиболее массово применялся легкий армейский бомбардировщик «Мицубиси» Ки-30. Самым быстрым самолётом из всех воевавших на Халхин-Голе был армейский разведчик «Мицубиси» Ки-15. Как правило, Ки-15 удавалось, сделав разведывательные фотоснимки, уходить от преследования.
Основным двухмоторным бомбардировщиком у японцев был армейский тяжелый бомбардировщик «Мицубиси» Ки-21. Несмотря на то, что обозначение самолёт имел «тяжёлый», он развивал более высокую скорость, чем советский скоростной бомбардировщик СБ, обладая при этом гораздо большей дальностью и высотой полёта, где их не доставали зенитки и советские истребители.
За время боёв советская авиация сбросили на японцев 1298 тонн бомб, израсходовали 990266 патронов к пулемётам ШКАС, 75 054 патронов к пулемётам ПВ-1 и 57 979 снарядов к пушкам ШВАК. Японская авиация расстреляла на Халхин-Голе около 1,6 миллиона пулемётных патронов, а бомбардировщики сбросили примерно 970 тонн бомб.
Бои над Халхин-Голом стали первым серьёзным испытанием для советских военно-воздушных сил накануне Второй Мировой войны. Несмотря на то, что была одержана победа, Халхин-Гол выявил целый ряд серьёзных недостатков. Воздушные бои показали необходимость срочной модернизации парка боевой авиации. Истребители Поликарпова И-15 и И-16 исчерпали резервы совершенствования.
Реакция на «халхингольское предупреждение» последовала незамедлительно, и в Советском Союзе развернулась масштабная программа создания новых образцов авиатехники, моторов и вооружения.
К началу Великой Отечественной войны были созданы и запущены в серию новые типы истребителей, бомбардировщиков и штурмовиков. На Халхин-Голе советские лётчики приобрели ценный боевой опыт, а командиры практические навыки оперативного руководства и организации боевой работы в условиях реальных боевых действий.
На основании полученного опыта был подготовлен перевод советских ВВС на дивизионную структуру. Также были утверждены новые уставы истребительной и бомбардировочной авиации, в которых нашли отражение уроки конфликта на монгольско-маньчжурской границе. При обучении лётчиков стало уделяться больше внимания тактике группового воздушного боя.

## Итоги
По мнению военных специалистов США, именно результаты боевых действий на Халхин-Голе в 1939 году могли быть причиной разработки и принятия на вооружение японской армии нового 47-мм противотанкового орудия.
Политическая обстановка на Дальнем Востоке была в 1939 году явно не в пользу СССР. Боевые действия на территории МНР совпали с переговорами японского министра иностранных дел Хатиро Ариты с английским послом в Токио Робертом Крейги. В июле 1939 года между Англией и Японией было заключено соглашение, по которому Великобритания признала японские захваты в Китае (тем самым оказав дипломатическую поддержку агрессии против МНР и её союзника — СССР). В это же время правительство США продлило на шесть месяцев денонсированный 26 января торговый договор с Японией, а затем полностью восстановило его. В рамках соглашения Япония закупила грузовики для Квантунской армии, станки для авиазаводов на 3 млн долларов, стратегические материалы (до 16.10.1940 — стальной и железный лом, до 26.07.1941 — бензин и нефтепродукты) и др. Новое эмбарго было наложено только 26 июля 1941 года, однако официальная позиция правительства США не означала полного прекращения торговли. Товары и даже стратегическое сырьё продолжали поступать в Японию вплоть до начала войны с США.
Победа СССР в конфликте на Халхин-голе имела кардинальные, далеко идущие геополитические последствия. В Японии поражение и одновременное (23 августа) подписание советско-германского договора о ненападении привело к правительственному кризису и отставке кабинета Хиранумы Киитиро. Новое японское правительство 4 сентября заявило, что ни в какой форме не намерено вмешиваться в конфликт в Европе, а 15 сентября подписало с Советским Союзом соглашение о перемирии, приведшее 13 апреля 1941 года к заключению советско-японского пакта о нейтралитете. Так как в традиционном политическом противостоянии японских армии и флота в 1939 году победила «морская партия», отстаивавшая идею экспансии в Юго-Восточной Азии и на острова Тихого океана, японская военная промышленность стала больше производить морских вооружений, нежели сухопутных (корабельную артиллерию, а не полевую, авианосцы вместо танков и др.), иными словами — Япония стала перестраивать структуру военной промышленности и вооружённых сил для войны на море и вскоре приступила к захвату источников сырья в Океании. В 1940 году Япония оккупировала Северный Индокитай, в 1941 году завершила его полную оккупацию, 7 декабря 1941 года напала на США, начав военные действия на Тихом океане. В феврале 1942 года Япония завершила оккупацию Малайи, в мае — Бирмы, Голландской Ост-Индии и Филиппин. Японские вооружённые силы действовали решительно, энергично, последовательно, однако направление экспансии Японии для СССР стало неопасным. Более того, СССР, имея в 1939 году только одного союзника в регионе — МНР, получил сильного потенциального союзника в лице США.

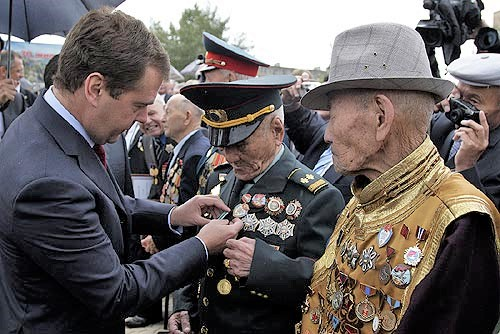
Д. А. Медведев вручает российские награды ветеранам Халхин-Гола (Улан-Батор, 2009)

Победа СССР и МНР на Халхин-Голе стала одной из главных причин отказа от нападения Японии на СССР до начала Великой Отечественной войны. Сразу после начала войны Генеральный штаб Японии, учитывая в том числе и опыт Халхин-Гола, принял решение вступить в войну против СССР только если Москва падёт до конца августа. В ответ на требование Гитлера в телеграмме от 30 июня немедленно выполнить свои союзнические обязательства и ударить по СССР с востока на заседании Совета министров 2 июля было принято окончательное решение ждать, пока Германия не будет побеждать наверняка. Разработанный японцами соответствующий план наступательной военной кампании против СССР, носивший название план «Кантокуэн», так и не был реализован, хотя и оставался в ежегодном плане японского генерального штаба вплоть до 1944 года, вынуждая СССР держать немалые силы для обороны на Дальнем Востоке на случай японского вторжения. Лишь к 1944 году этот план японского командования для Квантунской армии в Маньчжурии был изменён с наступательного на оборонительный, в связи с произошедшими к тому времени кардинальными изменениями как на советско-германском фронте в Европе, так и непосредственно на Тихом океане между Японией и США.
События на Халхин-Голе стали также важным элементом пропаганды в СССР непобедимости Красной армии в будущей войне.
Влияние Халхин-Гольской кампании на японо-китайскую войну слабо изучено.

### Судьба победителей
Боевые лётчики Герои Советского Союза С. И. Грицевец, Г. П. Кравченко, Я. В. Смушкевич за бои на Халхин-Голе были удостоены этого звания вторично и стали первыми дважды Героями Советского Союза. Ещё 70 военнослужащих были удостоены звания Героя Советского Союза, 83 — награждены орденом Ленина, 595 — орденом Красного Знамени, 134 — орденом Красной Звезды, 33 — медалью «За отвагу», 58 — медалью «За боевые заслуги». В списки личного состава воинской части был навечно зачислен комиссар 8-й моторизованной бригады А. Н. Московский, героически погибший в бою 28 августа 1939 года.
Звание Героя Советского Союза за бои на Халхин-Голе было присвоено командующему Фронтовой группой Г. М. Штерну, а дважды Героя — командующему авиацией Я. В. Смушкевичу. После окончания конфликта Штерн и Смушкевич занимали высшие военные посты, но летом 1941 года оба были арестованы органами НКВД и осенью 1941 года расстреляны без суда (впоследствии реабилитированы).
Правительством Монгольской Народной Республики присвоено звание Героя Монгольской Народной Республики нескольким наиболее отличившимся военнослужащим, а значительное количество монгольских и советских военнослужащих награждены монгольскими орденами. Также правительством Монгольской Народной Республики был учреждён нагрудный знак «Участнику боёв у Халхин-Гола», которым награждали отличившихся советских и монгольских военнослужащих.
Халхин-Гол стал началом полководческой карьеры Г. К. Жукова. Прежде безвестный комдив (заместитель командующего ЗапОВО), после победы над японцами с 7 июня 1940 года возглавил крупнейший в стране Киевский военный округ, а затем стал начальником Генерального Штаба РККА. Крупным военачальником и генералом армии стал И. И. Федюнинский, многие участники халхингольских боёв в годы Великой Отечественной войны стали генералами или Героями Советского Союза.
Начальник штаба 1-й армейской группы комбриг М. А. Богданов Указом Президиума Верховного Совета СССР от 17 ноября 1939 года был награждён орденом Красного Знамени. По окончании боевых действий в сентябре 1939 года приказом НКО СССР он был назначен заместителем командующего 1-й армейской группы (Улан-Батор). В том же месяце постановлением Правительства СССР назначен председателем советско-монгольской делегации в Смешанной комиссии по разрешению спорных вопросов о государственной границе между МНР и Маньчжурией в районе конфликта. В конце переговоров в результате провокации с японской стороны Богданов совершил некую «грубейшую ошибку, нанёсшую ущерб престижу СССР», за что был предан суду. 1 марта 1940 года Военной коллегией Верховного суда СССР он был осуждён по ст. 193-17, пункт «а» на четыре года ИТЛ. С началом Великой Отечественной войны постановлением Верховного Совета СССР от 23 августа 1941 года был амнистирован со снятием судимости и направлен в распоряжение НКО СССР. Великую Отечественную войну закончил в должности командира дивизии и звании генерал-майора.

## Потери сторон
В докладе о результатах операции Жуков указал: «Итого общие потери японцев за два месяца нами определяются в 52—55 тысяч человек, из них убито не менее 23—25 тысяч».
По официальным советским данным, потери японо-маньчжурских войск за время боёв с мая по сентябрь 1939 года составили более 61 тыс. человек убитыми, ранеными и попавшими в плен, в том числе около 25 тыс. убитыми (из которых около 20 тыс. человек — собственно японские потери). Официально объявленные потери Квантунской армии составили 17 206 чел.: 8440 убитых, умерших и пропавших без вести, 8766 раненых и заболевших (официально); по докладу штаба Квантунской армии потери составили 17 719 чел.: 8632 убитых, умерших и пропавших без вести, 9087 раненых и заболевших; независимые исследователи общие потери японо-маньчжурской группировки оценивают до 45 тыс. чел. (из них пленными — 227 чел., ранеными и заболевшими — около 36 тыс.). Так как некоторые японцы служили в армии Маньчжоу-Го инструкторами, а баргуты и маньчжуры в японских частях были переводчиками и водителями, разделить их по принадлежности к Армии Великой Японской империи и Маньчжурской Императорской Армии на основании имеющихся документов не представляется возможным. В исследованиях А. Наканиси только японцы потеряли убитыми и ранеными 17 405—20 801 человек, потери маньчжуров не учтены.
По советским данным, в плен в ходе боёв захвачено 227 японских и маньчжурских солдат. Из них шесть солдат умерли в плену от ран, трое отказались возвращаться в Японию, остальные были переданы японской стороне, три баргута отказались возвращаться во Внутреннюю Монголию. В эту численность не входили маньчжурские перебежчики, которых по состоянию на 26 августа было не менее 270 человек.
Безвозвратные потери советских войск составили 9703 человека (в том числе — 6472 погибших, 1152 умерших от ран в госпиталях, восемь умерших от болезней, 2028 пропавших без вести, 43 погибших от несчастных случаев). Санитарные потери составили 15 952 человека (раненых, контуженных и обожжённых — 15 251 человек, заболевших — 701). Потери монгольских войск составили, по официальным данным, 165 убитых и 401 раненый (иногда со ссылкой на монгольского историка Т. Ганболда приводятся данные о 234 убитых и 661 раненом, а всего — 895 человек общих потерь монгольских войск) До опубликования результатов исследования комиссии Г. Ф. Кривошеева в 1993 году, в советской историографии была принята несколько заниженная цифра потерь — «советско-монгольские войска потеряли 18 тыс.человек». В исследованиях А. Наканиси потери советско-монгольской стороны составили 23 000 — 24 889 человек.
В ходе боёв в плен попали 97 советских военнослужащих. Из них 82 человека были возвращены по обмену пленными в сентябре, 11 человек были убиты японцами в плену, четверо отказались возвращаться из плена. Из возвращённых Советскому Союзу военнопленных, на основании результатов следствия 38 человек были преданы суду военного трибунала по обвинению в добровольной сдаче в плен или в сотрудничестве с японцами в плену. В пяти случаях трибунал полностью оправдал подсудимых.

## Отражение в литературе и искусстве
Когда бы монумент велели мне 
Воздвигнуть всем погибшим здесь, в пустыне, 
Я б на гранитной тёсаной стене 
Поставил танк с глазницами пустыми;
Я выкопал его бы, как он есть, 
В пробоинах, в листах железа рваных,- 
Невянущая воинская честь 
Есть в этих шрамах, в обгорелых ранах.

На постамент взобравшись высоко, 
Пусть как свидетель подтвердит по праву: 
Да, нам далась победа нелегко. 
Да, враг был храбр. 
Тем больше наша слава.— «Танк». Константин Симонов. 1939. Халхин-Гол
События на Халхин-Голе нашли отражение в советской и мировой литературе, искусстве. О них были написаны романы, стихи и песни, публиковались статьи в газетах.
- К. М. Симонов — роман «Товарищи по оружию», поэма «Далеко на востоке», стихотворение «Танк» (фрагмент предоставлен выше), стихотворение «Кукла».
- А. Ворожейкин — повесть «Сильнее смерти», 1978.
- Ф. Бокарев — поэма «Память Халхин-Гола».
- Х. Мураками — роман «Хроники заводной птицы» (долгий рассказ лейтенанта Мамия).
- А. Геласимов — роман «Степные боги», 2008.
- Группа «ТТ-34» — песня «Самураи» из альбома «Грубый Помол» (2004).
- Radio Tapok — песня «Халхин-гол» из альбома «Наследие» (2022).

### В кинематографе
- «Халхин-Гол» (1940) — документальный фильм, ЦСДФ.
- «Слушайте, на той стороне» (1971) — советско-монгольский художественный фильм, посвящённый боям на Халхин-Голе.
- «Я, Шаповалов Т. П.» (1973, реж. Карелов Е. Е.) — первая часть дилогии «Высокое звание», эпизод в фильме.
- «Халхин-Гол» (1979) — документальный фильм (СССР - МНР, авторы сценария В. Ильинский и Э. Тумэнжаргал, режиссёр В. Н. Бутков)[73]
- «Дорогами отцов» (2004) — телевизионный фильм иркутской тележурналистки Натальи Волиной, посвящённый 65-летию окончания боёв на реке Халхин-Гол и советско-монгольской экспедиции по местам боевой славы.
- «Халхин-Гол. Неизвестная война» (2008) — документальный фильм, посвящённый 70-летию победы на реке Халхин-Гол. В фильме использовано большое количество хроники, а также комментарии ветеранов-участников тех событий и историков.
- «Исторические хроники с Николаем Сванидзе». 1939 г.
- Мой путь (фильм, 2011) (кор. 마이웨이) — корейский кинофильм режиссёра Кан Джегю, вышедший на экраны в 2011 году. Фильм основан на истории корейца Ян Кёнджона и японца Тацуо Хасэгава, захваченных в плен Красной армией на Халхин-Голе.

### В филателии

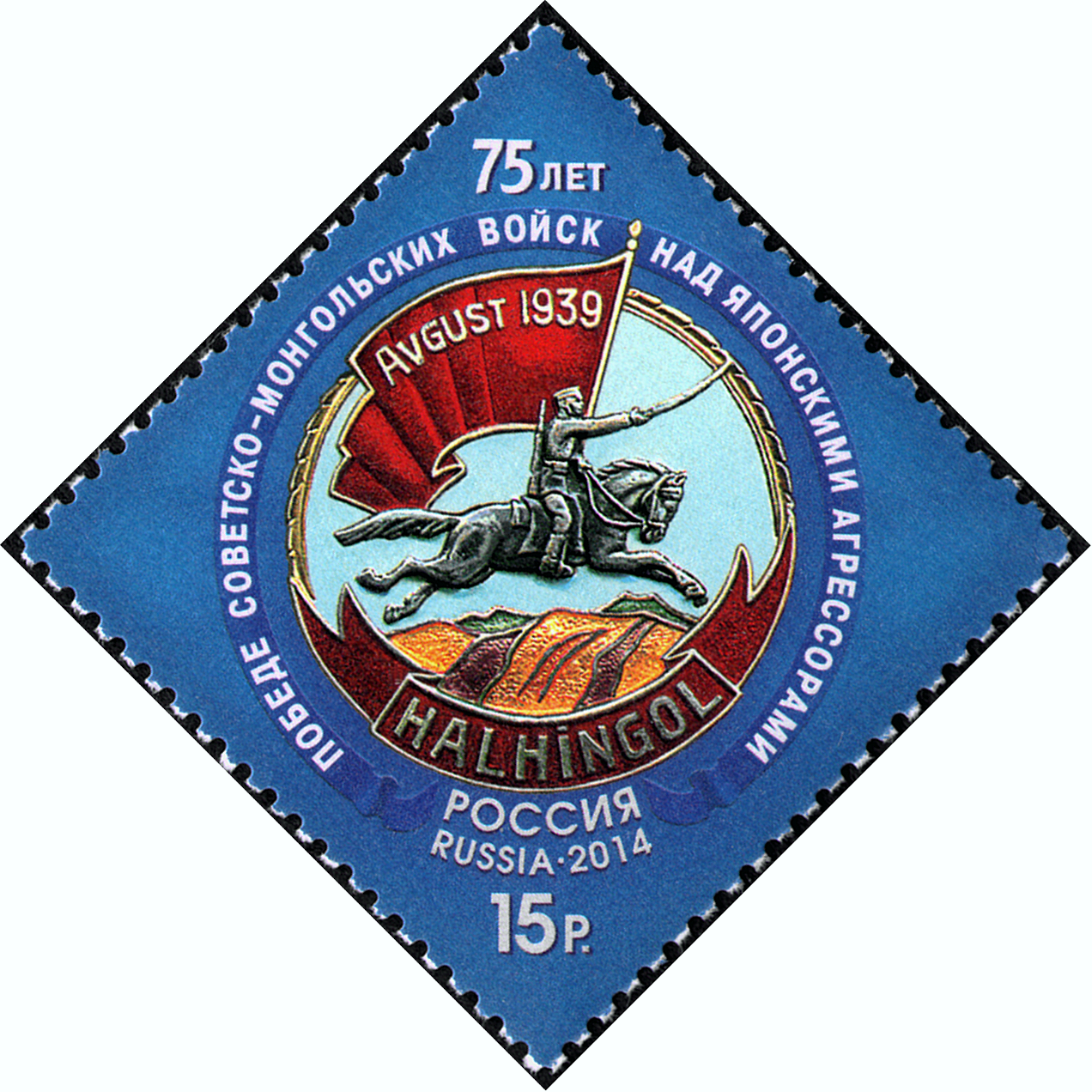
Почтовая марка России, посвящённая к 75-летию победы советско-монгольских войск над японскими агрессорами в боях на Халхин-Голе.

В 2014 году Почта России выпустила марку, посвящённую 75-летию победы советско-монгольских войск над японскими агрессорами в боях на Халхин-Голе.

### В фалеристике
Правительство Монголии учредило 16 августа 1940 года памятный нагрудный знак «Халхин-Гол. Август 1939», которым награждались все монгольские участники боёв и часть воевавших на Халхин-Голе командиров и бойцов РККА. В декабре 1966 года этому знаку был придан статус медали. Позднее были учреждены медали «Медаль «30 лет Халхин-Гольской Победы»» в 1969 году и «Медаль «40 лет Халхин-Гольской Победы»» в 1979 году, которыми награждались все монгольскими и советскими военнослужащие — участники боёв.